# Futebol do Japão

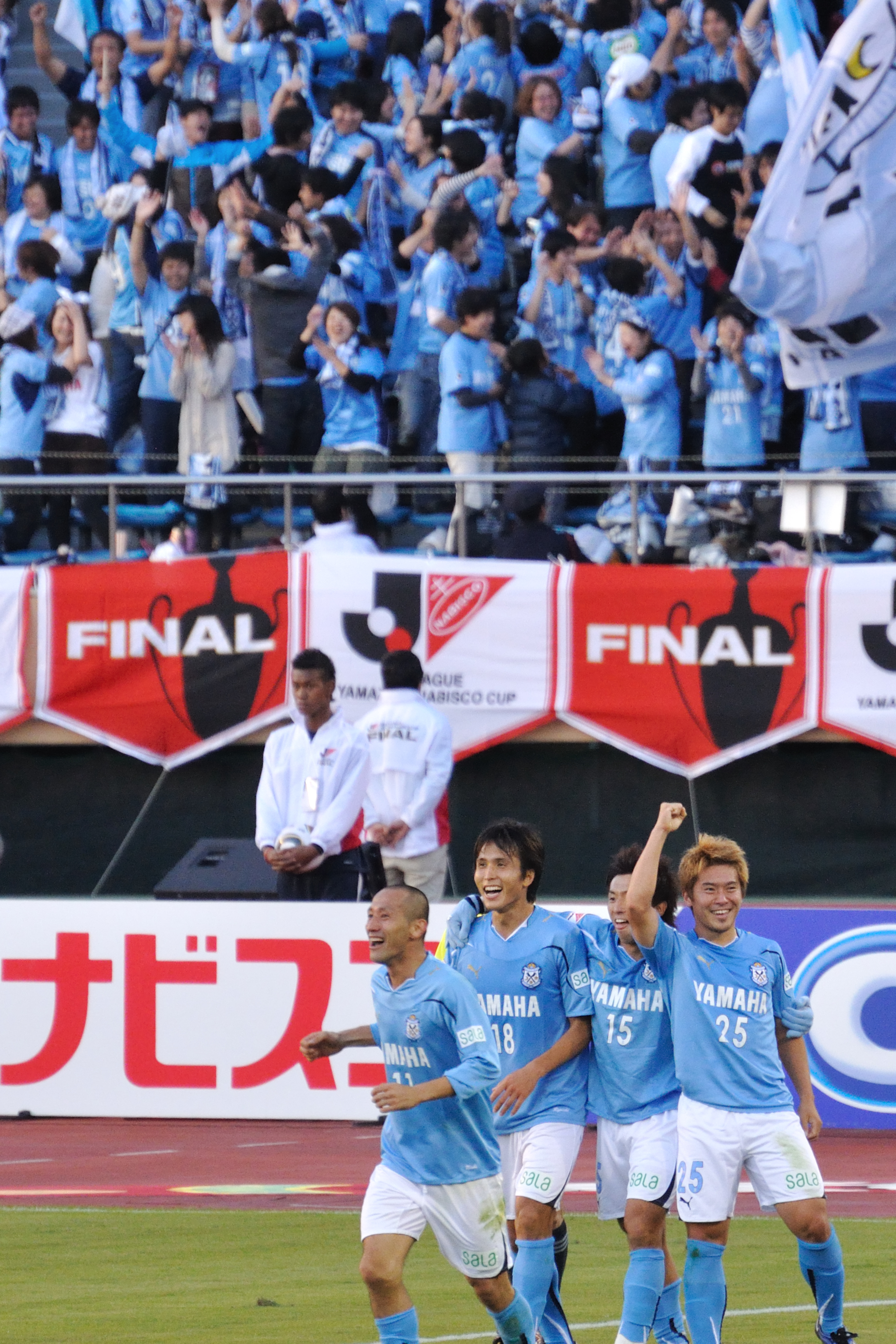
Jogadores e torcedores do Júbilo Iwata celebram um gol na final da Copa da Liga Japonesa de 2010.

O futebol é um dos esportes mais populares do Japão, onde é conhecido como sakkā (サッカー), que consiste na adaptação da palavra "soccer" (futebol em inglês americano) para o idioma japonês. Há ainda o termo futtobōru (フットボール), derivado do britânico "football", mas este é pouco usado. O termo original, de origem chinesa, era Shūkyū (蹴球, literalmente chute-bola).
No Japão, o futebol é controlado pela Associação de Futebol do Japão (em japonês: 日本サッカー協会). O principal campeonato do país é a J. League, que surgiu em 1992 para substituir a Liga Japonesa de Futebol e tentar revigorar o esporte no país. Outros importantes campeonatos nacionais incluem a Copa do Imperador, a Supercopa Japonesa e a Copa da Liga Japonesa. Os clubes japoneses participam dos mais importantes torneios interclubes asiáticos, como a Copa da AFC, Copa dos Presidentes da AFC e
Liga dos Campeões da AFC. Nesta última, é o segundo país com mais títulos (5), perdendo apenas para a Coreia do Sul (10).
O Japão possui onze seleções nacionais que representam o país em campeonatos mundiais e continentais: Masculina, Feminina, Masculina Sub-23, Feminina Sub-23, Masculina Sub-20, Feminino Sub-20, Sub-17 Masculina, Feminina Sub-17, Futsal, Futsal Feminino e Futebol de Areia.

## História
Não se sabe ao certo como o futebol chegou ao Japão.O clube Kobe Regatta & Athletic Club, fundado em 1870, afirma ter realizado (e vencido) a primeira partida oficial de futebol no país, contra o Yokohama Country & Athletic Club, em 18 de fevereiro de 1888.
O primeiro time de futebol a surgir no país foi o Tōkyō Shūkyū Dan (東京蹴球団, Clube de Futebol de Tóquio), em 1917. O ano também marca, segundo a FIFA, a primeira partida oficial da seleção japonesa, contra a filipina, jogo em que o time nipônico perdeu de 15-2 na capital japonesa.

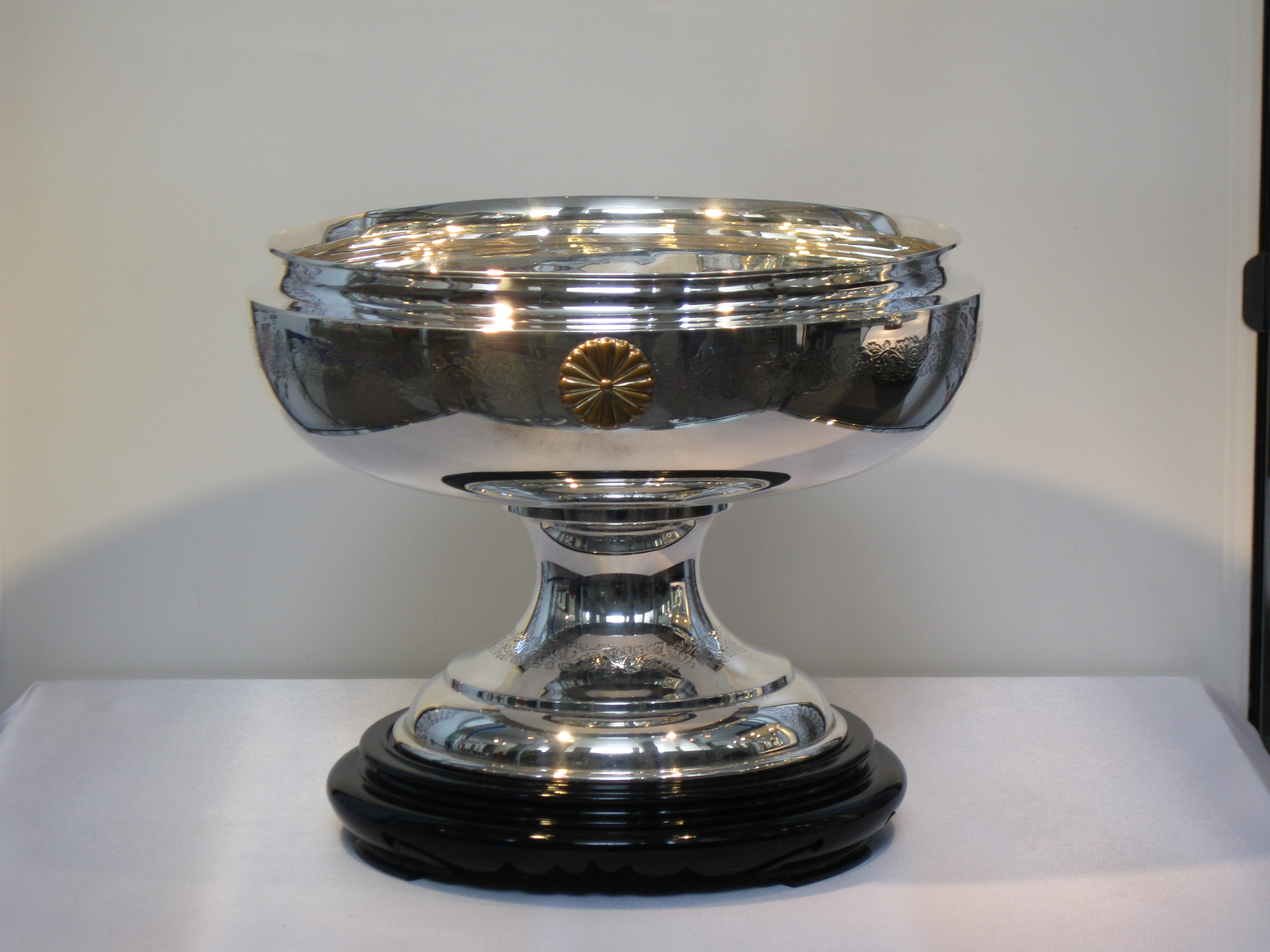
A Copa do Imperador é o mais antigo torneio de futebol profissional do Japão.

Em 1921 foi fundada a Associação de Futebol do Japão, que até hoje é a entidade máxima do esporte no país. Também em 1921, a Copa do Imperador foi fundada, sendo o mais antigo torneio doméstico japonês ainda em atividade.
Novamente em Tóquio, e também contra as Filipinas, veio a primeira vitória da seleção japonesa, em 25 de  maio de 1930, por 2-1. No mesmo ano, conquistaram seu primeiro título, nos Jogos do Extremo Oriente de 1930.
Em 1936, o Japão teve pela primeira vez um time de futebol em sua equipe olímpica. Na época, a competição já começava nas oitavas de final (chamada de primeira fase), e o time conseguiu uma vitória de 3-2 sobre a Suécia, mas perdeu de 8-0 para a Itália na etapa seguinte.
A Copa do Mundo FIFA de 1954, na Suíça, foi a primeira da qual o Japão tentou participar, mas a seleção não conseguiu a classificação. Das três copas seguintes (1958, 1962 e 1966), o time só tentou participar de uma (1962), mas de novo não conseguiu se classificar.
Em 1965, surgiu a Liga Japonesa de Futebol, com 12 equipes amadoras, que foi a primeira tentativa bem sucedida de se criar uma liga profissional de futebol no Japão.
Em 1968, o Japão tentou sua primeira participação na Copa da Ásia, mas por muito pouco não conseguiu. Contudo, o ano de 1968 marcaria a melhor campanha do time nas Olimpíadas: conquistaram a medalha de bronze no torneio de futebol dos jogos de 1968 no México. Entre 1970 e 1984, todas as tentativas da seleção de entrar na Copa do Mundo ou na Copa da Ásia falharam ou não ocorreram por desistência. Em 1988, entrou na Copa da Ásia pela primeira vez, perdendo logo na fase de grupos. Na edição seguinte, contudo, sediou o evento e fez uma campanha bem sucedida, conquistando o campeonato pela primeira vez.
Em 1981, o futebol começava a ter mais espaço na ficção japonesa: é lançado na Weekly Shōnen Jump o mangá Captain Tsubasa, cujo tema principal é o futebol. Mais tarde, em 2007, outra série com o tema foi lançada, com o nome Giant Killing.
Ainda em 1992, é fundada a J. League, que substituiu a Liga japonesa de futebol e tentou revigorar o esporte no país, que se aproveitava de uma onda de otimismo ocasionada pela recente conquista da Copa Ásia. Quem ajudou a popularizar o esporte no Japão dos anos 90 e a conseguir mais atenção para a liga recém-fundada foram jogadores estrangeiros: o brasileiro Zico ajudou o Kashima Antlers (time que em 1999 seria treinado por ele) a conquistar o vice-campeonato na temporada de 1993. Mais tarde, ele treinaria a seleção japonesa, levando-a a ser tricampeã da Copa da Ásia em 2004. O também brasileiro Dunga jogou no Júbilo Iwata entre 1995-1998. Houve ainda o sérvio Dragan Stojković, eleito o jogador do ano em 1995, quando jogou pelo Nagoya Grampus, treinado por Arsène Wenger; o inglês Gary Lineker, que também jogou pelo Nagoya Grampus entre 1992-1994; e o italiano Salvatore Schillaci, que concluiu sua carreira no Júbilo Iwata em 1997, após jogar quatro anos no clube.

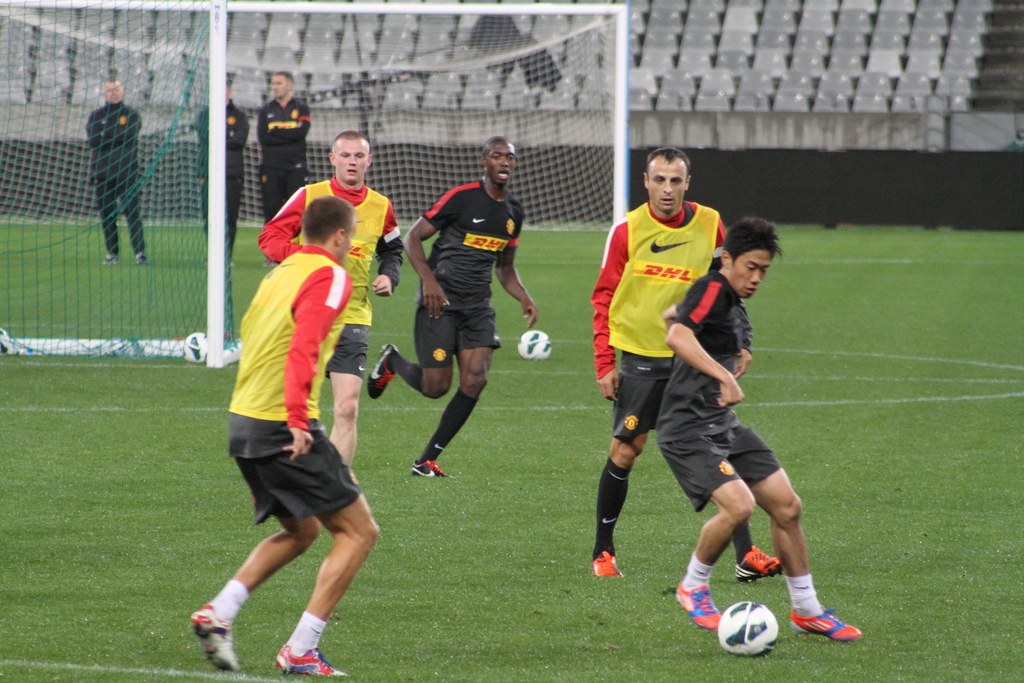
Shinji Kagawa, da seleção japonesa, joga pelo Borussia Dortmund, e já jogou pelo Manchester United.

O inverso também ocorreu: jogadores japoneses começaram a ter mais chances de se desenvolver no país e se destacaram internacionalmente. Exemplos são Shinji Kagawa, que joga pelo Borussia Dortmund e já passou pelo Manchester United ; e Keisuke Honda, que hoje joga pelo Milan após passar pelo CSKA Moscow.

Em 1994, o Japão chegou muito perto de conquistar uma vaga na Copa do Mundo pela primeira vez, mas perdeu a chance por causa de um gol de empate nos últimos minutos do último jogo das eliminatórias da Copa de 1994, uma partida que ficou conhecida como Agonia de Doha. Foi só na Copa de 1998 que o time conseguiu sua primeira classificação. Desde então, vem conseguindo participar de todas as edições - suas melhores participações foram em 2002 (quando sediou o evento juntamente com a Coreia do Sul), em 2010 e 2018 - nas três oportunidades, alcançou as oitavas de final. Também como país-sede, participou da Copa das Confederações de 2001 (apesar de também ter ganho a Copa da Ásia de 2000, título que também concede uma vaga na competição), onde conseguiu o 2º lugar.
Em 2005, o Japão sediou sua primeira Copa do Mundo de Clubes da FIFA. O evento ocorreu no país por mais cinco edições. Como o campeão do principal campeonato do país sede é convidado a participar, o Japão conseguiu por várias vezes ter um clube representante o país no torneio, alcançando a terceira colocação em duas ocasiões (2007 e 2008).
Em 2011, a Seleção Japonesa de Futebol Feminino conquistou sua primeira Copa do Mundo, derrotando a seleção estadunidense na final. Também em 2011, a seleção masculina conquistou o tetracampeonato da Copa da Ásia, garantindo assim uma vaga na Copa das Confederações FIFA de 2013, da qual foi eliminado na fase de grupos com três derrotas. Em junho de 2013, foi o primeiro país a garantir uma vaga na Copa do Mundo FIFA de 2014, da qual foi eliminado na fase de grupos.